# Gennadij Nikolajevič Pospelov
Gennadij Nikolajevič Pospelov (rusky Геннадий Николаевич Поспелов) (18. červencejul./ 30. července 1899greg., Kostroma – 12. dubna 1992, Moskva) byl ruský sovětský literární teoretik a historik, profesor Moskevské státní univerzity.

## Život
Narodil se v rodině učitele. Po absolvování gymnázia v Tule roku 1918 pracoval do podzimu roku 1921 jako úředník v sovchozu a pak jako učitel literatury v Alexinu. V letech 1922–1925 studoval na Fakultě společenských věd Moskevské státní univerzity a pak do roku 1928 na postgraduální škole Ústavu pro jazyk a literaturu, kde byl jeho profesorem Valerian Fedorovič Pereverzev. Souběžně se studiem vyučoval na střední škole v Moskvě. V září roku 1928 se stal asistentem a později docentem v literárním oddělení Etnologické fakulty Moskevské státní univerzity. Roku 1930 byl z politických důvodů (jako stoupenec Pereverzeva) propuštěn, nesměl publikovat a musel učit na škole pro pracující.
Roku 1934 se stal docentem a roku 1938 profesorem na Moskevském institutu filozofie, literatury a historie a vedoucím Katedry dějin ruské literatury. Po sloučení Institutu s Moskevskou státní univerzitou roku 1941 pokračoval ve své funkci a roku 1960 vytvořil Katedru teorie literatury. Do důchodu odešel roku 1977. Zemřel roku 1992 a pochován je na Kuncevském hřbitově v Moskvě.

## Dílo
Středem Pospelovovy pozornosti byly otázky metodologie literární vědy, povaha umění, teorie literatury a dějiny ruské literatury 18. a 19. století. Stal se tvůrcem konceptu umění jako kognitivní a ideologické lidské činnosti a vyvinul pro tento koncept originální terminologii. Zabýval se rovněž vývojem literárních žánrů a principy systematizace jevů, které tvoří literární proces.
Až po jeho smrti se roku 1994 stal všeobecně známým fakt, že byl autorem významného novinářského díla, které ostře kritizovalo sovětský státní systém. Tato práce s názvem Российский путь перехода к социализму и его результаты (Ruský způsob přechodu k socialismu a jeho výsledky) vyšla roku 1967 v samizdatu a za jejího autora byl považován akademik Jevgenij Samojlovič Varga.

## Výběrová bibliografie
- О природе искусства (1960).
- История русской литературы XIX в. 1840–1860” (1962).
- Эстетическое и художественное (1965).
- Проблемы литературного стиля (1970).
- Проблемы исторического развития литературы (1972, Problémy historického vývoje literatury). Kniha se zabývá problémy, spojenými s typologickými aspekty obsahu děl krásné literatury. Rozebírá patos literárních děl (heroismus, tragiku, dramatičnost, sentimentálnost, romantikou, humor a satiru), principy uměleckého odrazu život a pravdivost literárního díla. Dále pojednává o literárních žánrech a jmenuje jejich formy v různých literárních oblastech.
- Лирика среди литературных родов (1976).
- Вопросы методологии и поэтики (1973, Otázky metodologie a poetiky).
- Искусство и эстетика (1983, Umění a estetika).

## Česká vydání
- Dějiny ruské literatury, Svoboda, Praha 1947, spoluautor, přeložili Miroslav Kárný, Jaroslav Kohout a Eva Outratová.
- Problémy historického vývoje literatury, Československý spisovatel, Praha 1976, přeložila Věra Pašková.